# 韩永禄
韩永禄（1905年—1931年9月28日），又名韩煜，曾化名刘士贵。河北省完县（今顺平县）人。中共早期党员。

## 生平
1922年夏，韩永禄高小毕业后，考入保定育德中学，1924年3月经育德中学党支部书记武述文和张国荫两人介绍，加入中国共产党。1924年，暑假期间他根据党的指示回本村先后发展贫苦农民韩洛陆、韩洛仁、韩洛青加入中国共产党，建立了西五里岗第一个党的小组。1926年初，韩永禄、武述文、许卜五、刘振刚，第二师范刘珠、解学海为代表，参加了在天津召开的国共合作后的河北省第一次国民党代表大会。同年3月初，党组织派韩永禄、许卜五等20名党员到毛泽东主办的第六届广州农民运动讲习所学习。
1927年任中共完县县委书记。1930年，奉命担任五里岗暴动总指挥。同年8月五里岗暴动失败后，奉中共顺直省委的指示，到晋县领导农民暴动的工作。1931年1月，因叛徒告密被捕。3月，被押解往北平监狱，并建立了党的特别支部。同年9月28日，被杀害子北平天桥。